# Mozaïekvloer Station Amsterdam Centraal
De Mozaïekvloer Station Amsterdam Centraal is een artistiek kunstwerk in Amsterdam-Centrum.
Het is een relatief groot en tegelijkertijd onopvallend werk van Jacques Slegers (1936-2000), die zijn opleiding genoot aan de Academie voor Beeldende Kunsten in Tilburg. De Nederlandse Spoorwegen gaven hem een opdracht voor een betegelde stationsvloer bij een verbouwing rond 1984. Slegers werkte samen met spoorarchitect W.M. Markenhof, verantwoordelijk voor de verbouwing. Hij kwam met een vloer waarbij op I-gelijkende afbeeldingen oneindig in elkaar grijpen. Slegers gebruikte daarbij witte, blauwe, auberginekleurige, grijze en zwarte tegels. Voor de centrale hal maakte Slegers een schervenmozaïek dat qua patroon afweek. 
Een groot deel van het werk ging bij volgende verbouwingen weer verloren. De mozaïekvloer is alleen nog in de oostvleugel terug te vinden. Het schervenmozaïek is wel bewaard gebleven, maar ligt opgeslagen.
Slegers maakte ook een mozaïek voor Station Oss.

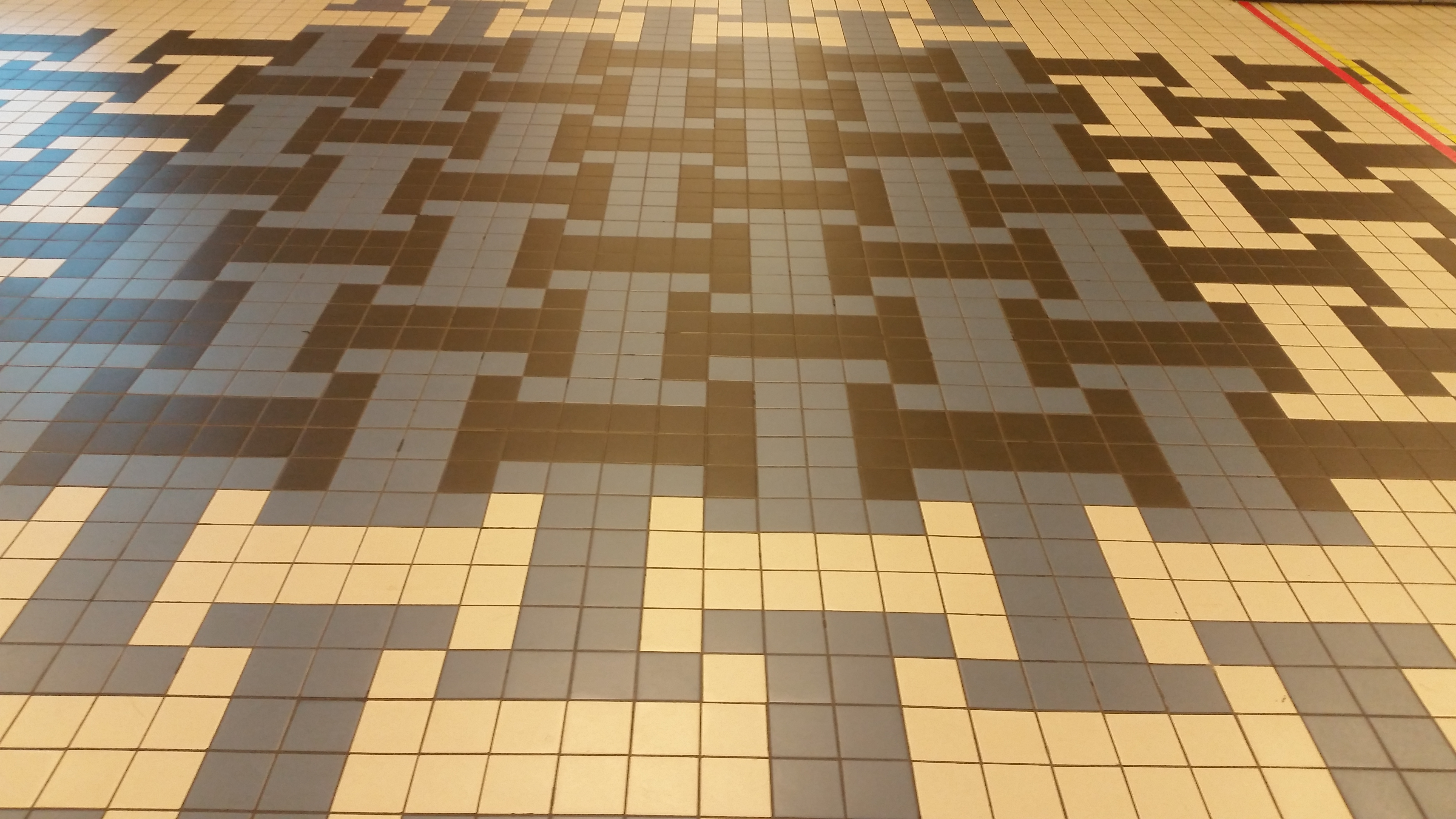
Eindeloos patroon (augustus 2020)